# 釣橋 (札幌市)
釣橋（つりばし）は、札幌市厚別区大谷地東2丁目のあたりを指す旧名。

## 由来
厚別駅から西に500メートルほど行くと、厚別川に架かる函館本線の鉄橋があるが、かつてはその上手に釣橋があったという。
ある人がその釣橋の近くに居を構え、駅逓の役割を果たしていた。地元の者たちはその人を指すとき誰も本名を用いずに「釣橋」と言い、馬追いたちからもそう呼ばれ、ついには「釣橋」が地域の通称として使われるようになった。
その人は明治20年代に、広島街道（国道274号の前身）と江別街道（国道12号）が交わる所へと引っ越したのだが、「釣橋」の名前は残った。
1950年（昭和30年）に白石村が札幌市と合併したときも、この地名を残してもらったという。